# Die Französische Revolution
Die Französische Revolution (Originaltitel: La Révolution française) ist ein zweiteiliger, als Historiendrama konzipierter monumentaler Spielfilm, der die maßgeblichen ersten fünf Jahre der großen Französischen Revolution zwischen 1789 und 1794 dramaturgisch aufbereitet und chronologisch nachzeichnet. Er wurde unter der Leitung von Alexandre Mnouchkine durch teils staatlich geförderte Medienanstalten aus Frankreich, der Bundesrepublik Deutschland, Italien, Großbritannien und Kanada gemeinsam produziert.
Beim ersten Teil („La Révolution française: les Années lumière“, in der deutschsprachigen Version: „Die Französische Revolution: Jahre der Hoffnung“) führte Robert Enrico Regie, beim zweiten Teil („La Révolution française: les Années terribles“, in Deutschland: „Die Französische Revolution: Jahre des Zorns“) setzte Richard T. Heffron das Drehbuch um.
Der Film wurde 1989 anlässlich des 200. Jubiläumsjahres des Beginns der Französischen Revolution fertiggestellt. Trotz eines enormen Budgets (mit dem Aufwand von ca. 50 Millionen US-Dollar gilt er als das bis dahin teuerste Filmprojekt Europas) und einer internationalen Besetzung mit namhaften Charakterdarstellern bis in die Nebenrollen wurde das Werk vom Publikum nur wenig beachtet und war unter wirtschaftlichem Aspekt erfolglos.
Nach verschiedenen Spielfilmen in der Filmgeschichte, die Episoden, Teilaspekte oder Einzelbiografien der Revolutionszeit thematisieren, ist dieser Film mit einer Gesamtdauer von knapp sechs Stunden der längste Spielfilm, der die Französische Revolution selbst zum Thema hat und diese als sich über mehrere Jahre hinziehenden historischen Prozess im überblickenden Zusammenhang behandelt.

## Inhalt
Frankreich im Jahr 1788 - Während der französische Adel in Luxus lebt, leidet das gewöhnliche Volk Armut und Hunger. Der Staat ist derart verschuldet, dass als Ausweg nur eine Erhöhung der Steuern übrig bleibt, die durch die drei Generalstände – Adel, Klerus und Bürger – beschlossen werden muss. König Ludwig XVI. beruft diese für das Jahr 1789 in Versailles ein. Der dritte Stand, die Bürgerlichen, fordert eine deutlichere Mitsprache und Reformen ein, gegen den harten Widerstand der Adeligen. Nachdem Teile des Klerus überlaufen, fordern die Bürgerlichen die Konstituierung einer Nationalversammlung und damit einen Anteil an der Macht des Königs, woraufhin Ludwig XVI. die Männer aussperrt, die sich daraufhin im Ballhaus versammeln und den Eid abgelegen, nicht eher auseinanderzugehen, ehe Frankreich eine Verfassung hat (Ballhausschwur). 
"Wir weichen hier nur der Gewalt aufgepflanzter Bajonette." - Honoré de Mirabeau
Ludwig lässt daraufhin das Militär in Paris aufmarschieren, um Unruhen in Paris vorzubeugen, befeuert die angeheizte Stimmung damit jedoch, woraufhin es zum Ausbruch der Revolution durch den Sturm auf die Bastille kommt. Die Situation entgleitet Ludwig endgültig, sodass er notgedrungen die selbst formierte Nationalversammlung anerkennt, während auf dem Land Aufstände gegen den Adel und Klerus entflammen (Grande Peur). Um die Situation zu entschärfen, beschließt die Nationalversammlung tiefgreifende umwälzende Reformen, darunter die Abschaffung der Feudalherrschaft, der Leibeigenschaft, der Privilegien der Städte und Provinzen, der Vorrechte des Adels und Klerus sowie der politischen Unfreiheit. Später folgt die Erklärung der Menschen- und Bürgerrechte. Das Land steuert auf die Verabschiedung einer Verfassung zu, wobei weitsichtige Vordenker wie Honoré de Mirabeau die Notwendigkeit erkennen, eine Gewaltenteilung in Form einer Aufteilung der Macht zwischen der Nationalversammlung und dem mit einem Vetorecht versehenen König, auch da er darin die einzige Chance sieht, einen heraufziehenden Bürgerkrieg zwischen den Anhängern und Gegnern der Revolution, in Form des Adels und Royalisten, zu verhindern. Frankreich drohe ohne Gewaltenteilung von einer absolutistisch-monarchistischen Diktatur in eine vom Volkszorn angetriebene parlamentarische Diktatur zu kippen, die nicht weniger schalten und walten könne wie ein König. 
"Es würde noch zu einer schlimmeren Diktatur kommen. [...] Ohne die Krone bricht alles was wir aufgebaut haben zusammen und endet in Anarchie." - Honoré de Mirabeau
Innerhalb der Revolutionsbewegung tun sich erste Risse auf, insbesondere zwischen den Anhängern einer konstitutionellen Monarchie und den Anhängern einer Republik. Als sich der gewaltsame Volkszorn gegen das Königshaus, Adel und Klerus mehrfach entlädt, darunter beim Marsch der Pariser Frauen auf Versailles, kommt es zur erfolglosen Flucht des Königsfamilie aus Paris. Eine Demonstration des radikalen Club des Cordeliers um Jean-Paul Marat, George Danton und Camille Desmoulins, die das Ende der Monarchie fordern, endet gewaltsam im Massaker auf dem Marsfeld. Die Revolutionäre fürchten eine Invasion durch die in die Nachbarstaaten geflohenen konterrevolutionären Royalisten, wodurch die politischen Konflikte zwischen Frankreich und seinen sich durch die Revolution bedroht fühlenden Nachbarn zunehmen und sich schließlich im vom Frankreich begonnenen Ersten Koalitionskrieg entladen. Die Verdächtigung, dass Ludwig XVI. mit den Royalisten kollaboriert, führt zum Sturm auf den Tuilerien-Palast, der Festsetzung der königlichen Familie, der Abschaffung der Monarchie und Ausrufung der Ersten Französischen Republik. Die gewaltsame Abschaffung der konstitutionellen Monarchie und der für Frankreich bisher ungünstig verlaufende Koalitionskrieg fraternisieren und radikalisieren die Revolution weiter. Beim Septembermassaker von 1792 entlädt sich der Volkszorn erneut und auch unter den Befürwortern der Republik kommen Zweifel am Verlauf der Revolution.
"Das ist keine Revolution, das ist eine Verhöhnung all dessen, wofür wir eingetreten sind!" - Camille Desmoulins zum Septembermassaker
Um die Revolution zu sichern, treiben George Danton, Maximilien de Robespierre, Marat, Louis Antoine de Saint-Just und andere Wortführer die Hinrichtung von König Ludwig XVI. voran. In einem Prozess wird Ludwig für schuldig besprochen und im Januar 1793 hingerichtet. Nun sieht sich Frankreich nicht nur mit Österreich und Preußen, sondern auch mit Spanien, Großbritannien und den Niederlanden im Krieg. In der Vendeé kommt es zu einem Aufstand, den die Revolutionäre mit brutalster Gewalt und tausenden Opfern niederschlagen. General Charles-François Dumouriez kritisiert im besetzten Belgien, das Frankreichs Verhalten seinen eigenen propagierten Idealen widerspräche und man lediglich eine Tyrannei durch eine andere ersetzt habe. In Paris intrigieren Marat, Robespierre und Danton mit anderen Radikalen nun gegen die republikanisch-gemäßigten Girondisten, woraufhin diese verhaftet und exekutiert werden. Die Girondisten-Anhängerin Charlotte Corday, radikalisiert durch die Taten der extremen Republikaner, ersticht daraufhin Jean-Paul Marat in seiner Badewanne.
"Der Nationalkonvent wird beherrscht von Wahnsinnigen und Verbrechern [...] wie sonst sollte man Männer wie Marat beschreiben, der [...] beiläufig hunderttausend Köpfe fordert [...] Diese Leute drohen unser Land in einen riesigen Friedhof zu verwandeln." - ein Girondist
Marie Antoinette, die Ehefrau des hingerichteten Königs, wird nun ebenfalls der Verschwörung gegen die Revolution angeklagt, verurteilt und öffentlich unter der Guillotine enthauptet. Robespierre, deprimiert vom Widerstand vieler Franzosen gegen die Revolution, kommt zum Schluss, dass wenn die Revolution und die „Tugendhaftigkeit“ siegen sollen, dies nur möglich sein wird, indem sie durch Terror und Angst begleitet wird. Es folgt die Errichtung der Terrorherrschaft, bei der Robespierre einen nach dem anderen seine politischen Gegner ausschaltet, darunter die ultraradikalen Hérbertisten und schließlich auch seine langjährigen Weggefährten George Danton und Camille Desmoulins. Die Unzufriedenheit mit Robespierres diktatorischer Herrschaft führt jedoch wenige Monate nach Dantons Hinrichtung im Juli 1794 zum Thermidorianer-Putsch und der Guillotinierung von Saint-Just und Robespierre.

Der Film endet nach der Darstellung von Robespierres Hinrichtung in einer besinnlichen Szene, bei der die hinterbliebenen Angehörigen Dantons in einer Kirche Kerzen zum Gedenken an den Familienvater entzünden. Begleitet wird diese Szene durch ein aus dem Off mit der Stimme Dantons (bzw. der seines Darstellers Klaus Maria Brandauer) gesprochenes Zitat. Es handelt sich dabei um einen die Verdienste der Revolution würdigenden Auszug aus Dantons Verteidigungsrede vor dem ihn zum Tode verurteilenden Revolutionstribunal, das er selbst mit begründet hatte; sozusagen die Quintessenz und die nachwirkende historische Bedeutung der Französischen Revolution ausdrückend. In der deutschsprachigen Synchronfassung lautet dieses Zitat:
„Wir haben ein Ende gemacht mit der Tyrannei der Privilegien. Wir haben ein Ende gemacht mit den uralten Übeln, jenen Herrschaftsrechten und Gewalten, auf die kein Mensch ein Anrecht hatte. Wir haben ein Ende gemacht mit dem Alleinanspruch von Reichtum und Geburt auf alle entscheidenden Ämter unseres Staates, unserer Kirchen, unserer Armee. Gereinigt haben wir jede Arterie und jede Vene dieses großartigen politischen Körpers des Staates Frankreich. Wir haben erklärt, dass der einfachste Mann gleich ist mit dem Größten im Land. Wir haben uns die Freiheit genommen und gaben sie unseren Sklaven. Wir überlassen es der Welt, aufzubauen auf der Hoffnung, die wir geboren haben. Das zählt mehr als ein Sieg in einer Schlacht, mehr als alle Schwerter und Kanonen all dieser glänzenden Kavallerien Europas. Es ist eine Inspiration für die Visionen aller Menschen überall; ein Lufthauch von Freiheit, der sich nicht mehr verleugnen lässt. Wir haben unsere Leben nicht umsonst in den Dienst dieser Hoffnung gestellt.“

## Vierteilige Struktur der deutschen Fernsehfassung
Für Deutschland war Die französische Revolution von Anfang an für das Fernsehen konzipiert und wurde in vier Teilen zu je 90 Minuten ausgestrahlt.
- 1. Teil – Jahre der Hoffnung I

Nach einem einleitenden Vorspann mit einer Szene aus den Jugenderinnerungen Robespierres (bei der er als Schüler des Elite-Internats Louis-le-Grand unter entwürdigenden Umständen 1774 eine in Lateinisch gehaltene Huldigungsansprache an den neu gekrönten König Ludwig XVI. hält) beinhaltet dieser Teil die Ereignisse der Jahre 1788/89: Von den szenisch angerissenen unmittelbaren sozialen und politischen Umständen der Vorgeschichte der Revolution (staatliche Schulden- und Finanzkrise, Dekadenz und Ausschweifungen des königlichen Hofes versus sozialer Not des Volkes) über die Einberufung der Generalstände, der mit dem Ballhausschwur eingeleiteten Umsetzung einer von der Monarchie unabhängigen Nationalversammlung, der Eroberung der Bastille durch das Volk, die Erklärung der Menschen- und Bürgerrechte bis zur Belagerung von Versailles durch die revolutionären Frauen von Paris im Oktober 1789.
- 2. Teil – Jahre der Hoffnung II

Beinhaltet die maßgeblichen Ereignisse der Zeit von Ende 1789 bis August 1792: Vom durch das Volk erzwungenen Umzug der Königsfamilie aus Versailles in den Pariser Tuilerien-Palast über die Verkündung der französischen Verfassung von 1791, die gescheiterte Flucht der Königsfamilie, das Massaker auf dem Marsfeld, den Beginn des Ersten Koalitionskrieges, bis zur Erstürmung des Tuilerien-Palastes und der Absetzung des Königs.
- 3. Teil – Jahre des Zorns I

Beinhaltet die Ereignisse der Zeit von August 1792 bis Oktober 1793: Von der Inhaftierung der Königsfamilie über die Septembermassaker 1792, den ersten Sieg der französischen Revolutionsarmee bei der Kanonade von Valmy, die Ausrufung der Ersten französischen Republik, den Prozess gegen den vormaligen König (den „Bürger Louis Capet“), seine Hinrichtung, den Beginn der jakobinischen Schreckensherrschaft mit der Unterdrückung und Hinrichtung der führenden Girondisten, die Ermordung Marats durch Charlotte Corday, bis zum Prozess gegen die vormalige Ehefrau des Königs, die „Witwe Capet“ bzw. Marie-Antoinette.
- 4. Teil – Jahre des Zorns II

Beinhaltet die Ereignisse der Zeit von Oktober 1793 bis Juli 1794: Vom Prozess und der Hinrichtung Marie-Antoinettes über die Zuspitzung des innerjakobinischen Konflikts zwischen Dantonisten und Robespierristen, den Prozess gegen Danton, seine und Desmoulins Hinrichtung, bis zum Thermidorianer-Putsch und der Guillotinierung von Saint-Just und Robespierre.

## Hintergrund
Der Film schildert mit Blick auf die prägenden Akteure der historischen Ereignisse in durchgängiger Spielfilm-Handlung den chronologischen Ablauf der ersten fünf Jahre dieser Revolution in im Wesentlichen faktenbezogener Detailtreue. Diese Ereignisse erstrecken sich in der zentralen Handlung von der im August 1788 für das Folgejahr anberaumten Einberufung der Generalstände durch den zunehmend unter politischen und ökonomischen Druck geratenen König Ludwig XVI. bis zur Hinrichtung des zum Ende seiner Lebenszeit politisch mächtigsten Revolutionsprotagonisten Maximilien de Robespierre Ende Juli 1794 (zur Aufteilung und Strukturierung der dazwischen liegenden historischen Höhepunkte der Filmhandlung siehe nachfolgender Abschnitt zur deutschen Fassung).
Mit zahlreichen Massenszenen (Demonstrationen, Aufmärsche, Tumulte, Gefechte, Schlachten etc.) und originalgetreuem historischen Ambiente (Maske, Kostüme, Kulissen) versucht der Film, die Atmosphäre der Zeit zu veranschaulichen. Des Weiteren liefert er relativ prägnante Charakterabbildungen der Protagonisten anhand der Inszenierung politischer Reden und Debatten sowie persönliche Beziehungen und Konflikte nachempfindender Dialoge – bis hin zu Szenen, bei denen die privaten Vorlieben, Stärken und menschlichen Schwächen der zentralen politischen Akteure herausgearbeitet werden.
Auch wenn vor allen anderen Camille Desmoulins (gespielt von François Cluzet) als Sympathieträger dargestellt ist, werden moralisierende Darstellungen der historischen Figuren im Sinn einer polarisierten „Gut-Böse“-Simplifizierung vermieden. Im Überblick bemühten sich die Produzenten des Films aus der rückblickenden Distanz von zwei Jahrhunderten um historisch verstandene Empathie, sowohl gegenüber den Revolutionären in ihren unterschiedlichen politischen Schattierungen als auch gegenüber ihren ebenfalls unterschiedlich nuancierten Gegnern und Feinden.
Bei aller Verflechtung der Ereignisse an verschiedenen Schauplätzen Frankreichs (wenn auch zumeist verdichtet auf die politischen Zentren des Geschehens, im ersten Viertel des Films das Schloss Versailles, dann zunehmend die französische Hauptstadt Paris) und mit ineinandergreifenden Erzählsträngen ist die Dramaturgie der Rahmenhandlung wesentlich orientiert an der sich nach und nach verändernden persönlichen und politischen Beziehung zwischen Robespierre und seinem Jugendfreund Camille Desmoulins. Beide, von Beginn an populäre Wortführer der Revolution, arbeiten zunächst zusammen, entfremden sich im weiteren Verlauf der Ereignisse aufgrund ihrer Haltung zur historischen Entwicklung und den daraus resultierenden politischen Entscheidungen im Verlauf des Ersten Koalitionskriegs bzw. nach den ersten Erfolgen der französischen Revolutionsarmee. Desmoulins nähert sich den Positionen Dantons an, der seinerseits zunächst eng mit Robespierre zusammenarbeitet, bis er sich nach der Ausrufung der Republik zusehends von der Eskalation der von Robespierre im Namen der revolutionären „Tugendhaftigkeit“ verstärkt propagierten Terrorherrschaft distanziert. Sowohl Danton als auch Desmoulins unterliegen in ihrer Rückbesinnung auf die Werte der von der Erklärung der Menschen- und Bürgerrechte inspirierten Verfassung den radikalisierten Vorstellungen Robespierres und werden hingerichtet, kurz bevor letzterer selbst zum Opfer seiner eigenen Politik wird und ebenfalls unter der Guillotine stirbt.

## Rezeption

### Nominierungen für Filmpreise
Auch wenn der Film bislang keinen renommierten Filmpreis erhalten hat, war er für entsprechende Auszeichnungen nominiert. So gab es für La Révolution française folgende Nominierungen:
- Für den französischen Filmpreis César im Jahr 1990 in der Kategorie „Bestes Kostümdesign“ (Meilleurs costumes)
- Ebenfalls 1990 für den nationalen Fernsehpreis Gemini Awards in Kanada, wo der Film wie in Deutschland als Mehrteiler im Fernsehen ausgestrahlt wurde, in der Kategorie „Beste Miniserie“ (Best Dramatic Mini-Series)

### Kritiken
„Ein opulent gestalteter Bilderbogen, der sich um historische Genauigkeit und Faktentreue bemüht und versucht, die Wortführer der Revolution auch als Privatpersonen transparent zu machen. Das ehrgeizige Projekt mit überaus prominenter Stammbesetzung wird in den einzelnen Episoden durch Gastauftritte hochkarätiger europäischer Film- und Fernsehschauspieler verstärkt.“

## Auftretende historische Persönlichkeiten
Der Film lässt eine hohe Zahl historischer Persönlichkeiten auftreten, wobei (mit Ausnahme von Hauptrollen) zumeist in wenigen Spielminuten oder Sätzen ihre politische Positionierung und Charakterisierung bzw. ihr Schicksal aufgezeigt wird. Auftretende Personen sind etwa:

### Konterrevolutionäre
- Königliche Familie - König Ludwig XVI. (1793 hingerichtet), Königin Marie-Antoinette (1793 hingerichtet), ihre drei Kinder Marie Thérèse, Louis Charles (der Mutter entrissen und in die Obhut des Jakobiners Antoine Simon gegeben, Tod 1795), Louis Joseph (gest. 1789), König Ludwigs Schwester Élisabeth (1794 hingerichtet)

- Royalisten und Unterstützer - Jacques Necker (Finanzminister), Bernard-René Jordan de Launay (1789 als Kommandant beim Sturm auf die Bastille ermordet), Marie-Louise von Savoyen-Carignan (beim Septembermassaker 1792 ermordet), Hans Axel von Fersen (Favorit von Marie Antoinette), Herzog von Braunschweig (sein Manifest löste den Tuileriensturm 1792 mit aus), Duchesse de Polignac (Favoritin von Marie Antoinette), Jean-Siffrein Maury (Geistlicher)

### Revolutionäre
- Revolutionäre konstitutionelle Monarchisten - General Marquis de La Fayette (Führer der Nationalgarde, später von den Republikanern zum Verräter erklärt, selbstgewähltes Exil), Jean-Sylvain Bailly (erster Bürgermeister von Paris, 1793 hingerichtet), Honoré de Mirabeau, Jean-Joseph Mounier (Präsident der Konstituante), Charles-François Dumouriez (franz. General im Koalitionskrieg, wechselte später die Seiten und operierte gegen die Republikaner), Charles Henri Sanson (Henker von Paris)

- Gemäßigte Republikaner - Emmanuel Joseph Sieyès (bedeutender Theoretiker), Jacques Pierre Brissot (1793 hingerichtet) Charlotte Corday (1793 nach ihrem Mord an Jean Paul Marat hingerichtet), Charles Jean Marie Barbaroux (1794 hingerichtet), François Alexandre Frédéric (Exil nach dem Tuirilien-Sturm), Jérôme Pétion de Villeneuve (1794 hingerichtet), Joseph-Ignace Guillotin (Anreger der Guillotine)

- Radikale Republikaner
  - Dantonisten - George Danton (1794 hingerichtet), Camille Desmoulins (1794 hingerichtet), seine Ehefrau Lucile Desmoulins (1794 hingerichtet), Louis Legendre (enger Vertrauter von Danton)
  - Robespierristen bzw. Verfechter der Terrorherrschaft -  Maximilien de Robespierre (1794 gestürzt und hingerichtet), Louis Antoine de Saint-Just (1794 hingerichtet), Georges Couthon (1794 hingerichtet), Antoine Simon (1794 hingerichtet), Maurice Duplay (Vermieter von Robespierre), François Hanriot (Führer der Pariser Nationalgarde, 1794 hingerichtet), Antoine Quentin Fouquier-Tinville (öffentlicher Ankläger, 1795 hingerichtet), Martial Herman (Gerichtspräsident des Revolutionstribunals, 1795 hingerichtet)
  - Andere - Jean Paul Marat (1793 von Charlotte Corday ermordet), Simone Évrard (Lebensgefährtin von Jean-Paul Marat), Jacques-René Hébert (Führer der ultraradikalen Hebertisten, 1794 von den Robespierristen hingerichtet), Antoine Joseph Santerre (Befehlshaber der Nationalgarde beim Sturm auf die Tuilerien, Hebertist), Claude Fournier (der Amerikaner, revolutionärer Aufrührer), Jacques-Alexis Thuriot de la Rozière (beteiligte sich am Sturz von Robespierre), Bertrand Barère (beteiligte sich am Sturz von Robespierre), Jacques Nicolas Billaud-Varenne (Präsident des Nationalkonvents, beteiligte sich am Sturz von Robespierre, 1795 nach Guayana deportiert), Jean-Marie Collot d’Herbois (ehemaliger Präsident des Nationalkonvents, beteiligte sich am Sturz von Robespierre, 1795 nach Guayana deportiert)